# David Einhorn (teolog)
David Einhorn, född 10 november 1809, död 2 november 1879, var en judisk teolog.
Einhorn blev överrabbin i Mecklenburg-Schwerin 1847, och rabbin vid reformförsamlingen i Budapest 1852. Efter att ha tvingats att avgå av regeringen, reste Einhorn till USA och blev rabbin i Baltimore 1855 och i New York 1865. Einhorn var en av den judiska reformrörelsens främsta och radikalaste förkämpar alltifrån rabbinkongressen 1845. Han utgav bland annat en reformerad bönbok, som låg till grund för den av judar i USA mycket använda Union prayer book.